# حروف المونوتيب

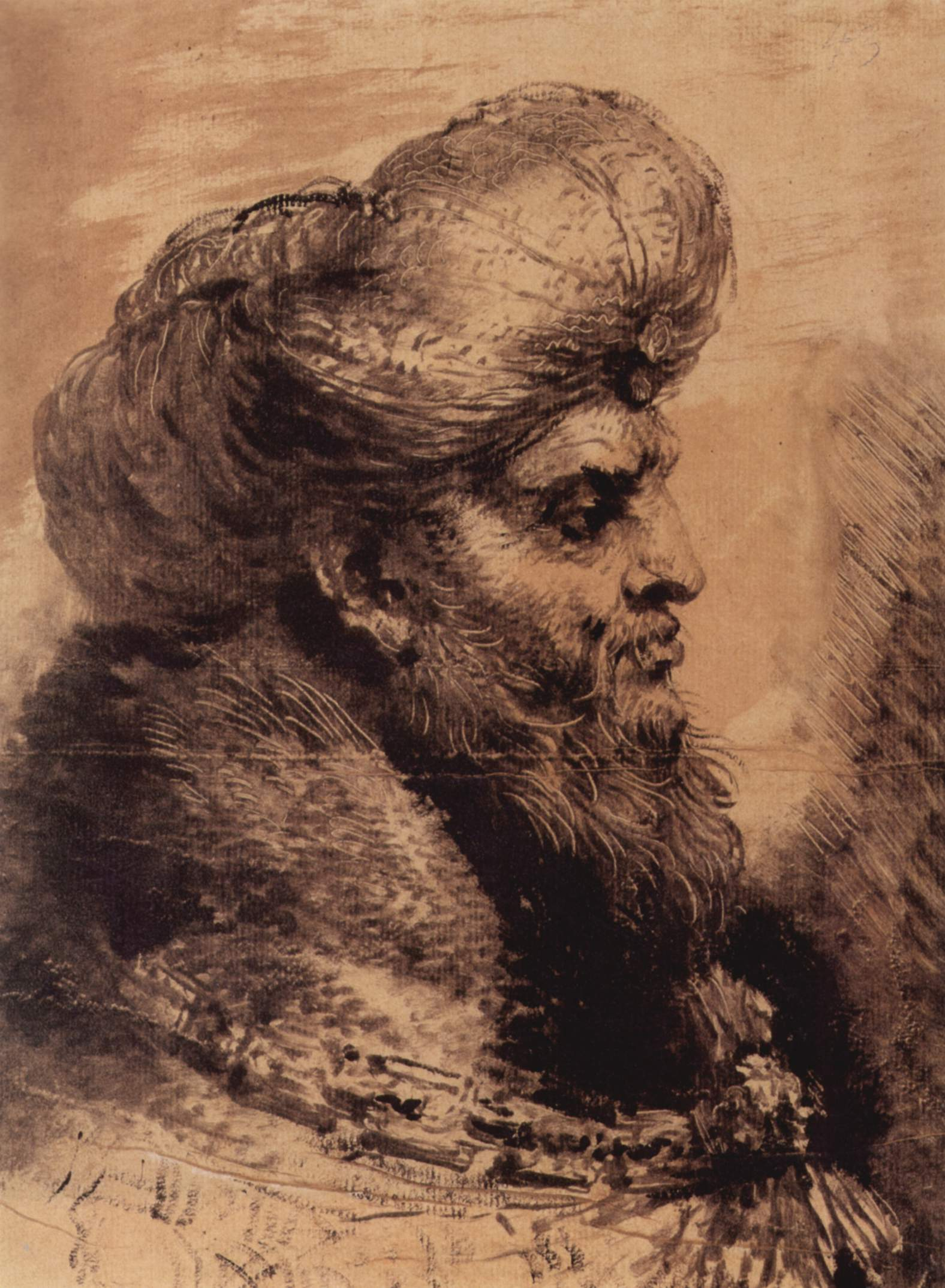

المونوتيب : آلة تُستخدم لإنتاج حروف معدنية للطباعة. وتشتهر المونوتيب لإنتاجها العالي الجودة، واستُخدمت لطباعة الكتب الجميلة والكتالوجات والمجلات والمواد المطبوعة الأخرى.
وقد استُبدلت آلة المونوتيب بنظام التصفيف الضوئي في أغلب أعمال الطباعة. والتصفيف الضوئي نوع من تنضيد الحروف يشتمل على إنتاج الحروف الطباعية بتثبيت الحروف على أفلام أو ورق تصوير حساس للضوء. انظر: الطباعة.

## كيف تعمل آلة المونوتيب
تتكون آلة المونوتيب من لوحة مفاتيح وآلة سبك. تشبه لوحة المفاتيح تلك التي على الآلة الكاتبة. ويوجد 225 مفتاحًا على اللوحة، حيث يمثل كل مفتاح حرفًا منفصلاً أو رمزًا. وعندما يضغط المفتاح، يتم ثقب شفرة متشابهة من الفتحات الصغيرة على الشريط الورقي. وهنالك عدَّاد يوضح الفراغ الذي أخذه كل حرف، ومن خلال العداد يعرف المشغِّل بالضبط الفراغ المستخدم في كل سطر ويستطيع ملء السطر أي جعله في طوله الصحيح.
وآلة السبك مسبك مُصغر ينتج حرف الطباعة ويمكن أن تكون في موقع مختلف مقارنة بلوحة المفاتيح. يغذَّى الشريط المثقب من لوحة المفاتيح خلال آلة السبك. تقرأ الآلة أو تشير إلى الشفرة وتختار القالب المطابق لكل حرف مُشفر. ويسبك كل حرف بعد ذلك في معدن كوحدة مفردة، وتُحوَّل أحرف الطباعة المصبوبة؛ وفقًا للترتيب المطلوب وتحديد مساحات السطر للطباعة.

### نبذة تاريخية
تم اختراع الطباعة بأحرفها المعدنية المتحركة في القرن الخامس عشر الميلادي. ومنذ ذلك الوقت، بحث العاملون بالطباعة عن طريقة لتصفيف أحرف الطباعة تزيد من السرعة وتخفِّض العمالة وتحافظ على جودة التصفيف اليدوي. وقد استغرق المخترع الأمريكي تولبيرت لانستن 13 عامًا في تطوير آلة المونوتيب لمقابلة هذا الطلب. وقدم براءة اختراع لفكرته عام 1887م بالرغم من أنه كان لا يملك نموذجًا مجسمًا للآلة. وطور الميكانيكي وجون سيلرز بان كروفت آلة المونوتيب إلى أن وصلت إلى مرحلتها النهائية عام 1899م. وابتدأت مبيعات الآلة في الازدياد عام 1900م وتوسع استخدامها حتى الستينيات من القرن العشرين عندما استُبدلت تدريجيًا بنظام التصفيف الضوئي لأكثر أغراض الطباعة. ولايزال المهتمون بجودة الطباعة يعتبرون آلة المونوتيب الثانية في مجال التصفيف اليدوي المختص بالنسبة لصف أحرف الطباعة العالية الجودة.